# Unidade administrativa local
A designação "Unidade administrativa local" (UAL) aplica-se, na atual nomenclatura NUTS, em vigor desde 11 de junho de 2003, às subdivisões da União Europeia ao nível local.
Existem dois níveis de unidades administrativas locais:
- O nível superior, UAL 1, antigo nível NUTS 4 (NUTS IV), existe em 17 dos 27 atuais Estados-Membros da UE e corresponde em Portugal aos municípios.
- O segundo nível, UAL 2, antigo nível NUTS 5 (NUTS V), corresponde a cerca de 120.000 unidades administrativas (freguesias, no caso de Portugal).

| País            | UAL 1                               | UAL 1 | UAL 2                                   | UAL 2   |
| --------------- | ----------------------------------- | ----- | --------------------------------------- | ------- |
| Alemanha        | Verwaltungsgemeinschaft             | 539   | Gemeinde                                | 13.176  |
| Áustria         | -                                   | 35    | Gemeinde                                | 2.358   |
| Bélgica         | -                                   | 43    | Gemeente/Commune/Gemeinde               | 589     |
| Bulgária        | Obchtina                            | 264   | Grad                                    | 5.329   |
| Chipre          | Eparchies                           | 6     | Dimoi, koinotites                       | 614     |
| Croácia         | -                                   | 0     | Općine/Gradovi                          | 556     |
| Dinamarca       | -                                   | 11    | Kommune                                 | 98      |
| Eslováquia      | Okresy                              | 79    | Obce                                    | 2.928   |
| Eslovénia       | Upravne enote                       | 58    | Občine                                  | 193     |
| Espanha         | -                                   | 52    | Municípios                              | 8.108   |
| Estónia         | Maakond                             | 15    | Vald, Linn                              | 241     |
| Finlândia       | Seutukunnat / Ekonomiska regioner   | 82    | Kunnat / Kommuner                       | 446     |
| França          | Cantons                             | 3.787 | Commune                                 | 36.678  |
| Grécia          | Dimos/Koinotita                     | 1.034 | Dimotiko diamerisma/Kinotiko diamerisma | 6.130   |
| Hungria         | (Statisztikai) kistérségek          | 168   | Települések                             | 3.145   |
| Irlanda         | Counties/County Boroughs            | 34    | DED/Ward                                | 3.440   |
| Itália          | -                                   | 0     | Comune                                  | 7.960   |
| Letónia         | Rajoni, republikas pilsētas         | 33    | Pilsētas, novadi, pagasti               | 536     |
| Lituânia        | savivaldybė                         | 60    | seniūnija                               | 515     |
| Luxemburgo      | Cantons                             | 13    | Commune                                 | 118     |
| Malta           | Distretti                           | 6     | Kunsilli                                | 68      |
| Países Baixos   | -                                   | 40    | Gemeente                                | 443     |
| Polónia         | Powiaty i miasta na prawach powiatu | 379   | Gminy                                   | 2.478   |
| Portugal        | Municípios                          | 308   | Freguesias                              | 3.091   |
| República Checa | Okresy                              | 77    | Obce                                    | 6.249   |
| Roménia         | -                                   | 42    | Comune, Municipii, Oraşe                | 3.174   |
| Suécia          | Kommuner                            | 290   | Distrikter                              | 2.523   |
| UE-27           |                                     | 7.739 |                                         | 120.380 |